# Феллини, Анжелика Бетт
Анжелика Бетт Феллини (род. 26 ноября 1994 г.) — американская актриса, известная по роли Ребекки Гувер («Твист») в сериале «Одаренные» (2018) и роли Блэр Уэсли в молодежном комедийно-драматическом телесериале Netflix «Подростки охотники за головами» 2020 года.

## Ранний период жизни
Феллини родилась в Нью-Йорке, где выросла и проживает. В раннем возрасте Феллини посещал[уточнить] Школу американского балета (SAB) в Линкольн-центре в Нью-Йорке.

## Карьера
Феллини начала свою карьеру как танцовщица на Бродвее. Её преподаватель танцев сначала предложил ей заняться актерским мастерством, отметив ее живой и выразительный характер, к 20 годам Феллини выступал на сцене в «Призраке оперы».
В 2018 году Феллини получила свою первую регулярную телевизионную роль в фильме Fox «Одаренные» в роли Ребекки Гувер, также известной как Твист, бывшей психически больной мутантки, освобожденной Внутренним кругом.
В 2020 году Феллини получила главную роль Блер Уэсли в молодежном комедийно-драматическом телесериале Netflix «Подростки охотники за головами» вместе с Мэдди Филлипс, которая играет ее сестру-близнеца Стерлинг, причем Блэр была более мятежной сестрой. Сериал занял первое место в топ-10 Netflix вскоре после первого выхода в эфир.
В следующем году Феллини появилась в фильме Уэса Андерсона «Французский диспетчер», в актерский состав которого вошли Тильда Суинтон, Элизабет Мосс, Билл Мюррей, Бенисио дель Торо, Сирша Ронан, Кристоф Вальц и Анжелика Хьюстон .

## Личная жизнь
Феллини — еврейка, что она подтвердила в прямом эфире в 2020 году.

## Фильмография

### Фильмы
| Год      | Заголовок                                 | Роль          |
| -------- | ----------------------------------------- | ------------- |
| 2017 год | Марго (Короткий)                          | Марго         |
| 2017 год | #Лучший веб-сериал всех времен (Короткий) | Стефани Ремер |
| 2018 год | Слишком близко к Солнцу (Короткий)        | Изабелла      |
| 2021 год | Французская диспетчерская                 | Корректор     |
| 2023 год | Одноклассники                             | Анабелла      |

### Телевидение
| Год      | Заголовок                      | Роль                  | Примечания    |
| -------- | ------------------------------ | --------------------- | ------------- |
| 2018 год | Одаренные                      | Ребекка Гувер / Твист | 5 серий       |
| 2020 год | Подростки охотники за головами | Блэр Уэсли            | Основная роль |

## Рекомендации
1. ↑  Who is Anjelica Bette Fellini? Teenage Bounty Hunters star. hitc.com. 14 августа 2020. Архивировано 11 ноября 2023. Дата обращения: 15 октября 2023.
2. 1 2 3  Who is Anjelica Bette Fellini? Teenage Bounty Hunters star. hitc.com. 14 августа 2020. Архивировано 11 ноября 2023. Дата обращения: 15 октября 2023."Who is Anjelica Bette Fellini? Teenage Bounty Hunters star" Архивная копия от 11 ноября 2023 на Wayback Machine. hitc.com. August 14, 2020.
3. ↑  Anjelica Bette Fellini takes a walk in New York's 91st Street Flower Garden. roseandivyjournal.com. 19 сентября 2020. Архивировано 2 октября 2023. Дата обращения: 15 октября 2023.
4. ↑  Anjelica Bette Fellini Let Others' Success Inspire Her—Now She's on Netflix. backstage.com. 18 августа 2020. Архивировано 11 ноября 2023. Дата обращения: 15 октября 2023.
5. ↑  Guns, girls and the gospel in new Netflix series Teenage Bounty Hunters. theface.com. 19 августа 2020. Архивировано 24 сентября 2023. Дата обращения: 15 октября 2023.
6. ↑  Actress and dancer Anjelica Bette Fellini is a symbol of how far passion and perseverance can take you if you let it. 1883magazine.com. Архивировано 27 ноября 2021. Дата обращения: 27 ноября 2021.
7. ↑  New additions to Season 2 of The Gifted include Michael Luwoye and Anjelica Bette Fellini. film-book.com. 20 февраля 2019. Архивировано 11 ноября 2023. Дата обращения: 15 октября 2023.
8. ↑  Anjelica Bette Fellini. film-book.com. 20 февраля 2019. Архивировано 11 ноября 2023. Дата обращения: 15 октября 2023.
9. 1 2  Anjelica Bette Fellini Let Others' Success Inspire Her—Now She's on Netflix. backstage.com. 18 августа 2020. Архивировано 11 ноября 2023. Дата обращения: 15 октября 2023."Anjelica Bette Fellini Let Others' Success Inspire Her—Now She's on Netflix" Архивная копия от 11 ноября 2023 на Wayback Machine. backstage.com. August 18, 2020.
10. 1 2  Guns, girls and the gospel in new Netflix series Teenage Bounty Hunters. theface.com. 19 августа 2020. Архивировано 24 сентября 2023. Дата обращения: 15 октября 2023."Guns, girls and the gospel in new Netflix series Teenage Bounty Hunters" Архивная копия от 24 сентября 2023 на Wayback Machine. theface.com. August 19, 2020.
11. ↑  Anjelica Bette Fellini Interview by Allie King. contentmode.com. Архивировано 27 ноября 2021. Дата обращения: 27 ноября 2021.
12. ↑  Teenage Bounty Hunters': Anjelica Bette Fellini On The Finale Twin Twist. germany.timesofnews.com. 19 августа 2020. Архивировано 13 ноября 2023. Дата обращения: 15 октября 2023.
13. ↑  The Jews of 'The French Dispatch,' Ranked. heyalma.com. 22 октября 2021. Архивировано 12 ноября 2023. Дата обращения: 15 октября 2023.
14. ↑  Teenage Bounty Hunters Maddie Phillips and Anjelica Fellini 30/9/2020 Instagram Live Cast. youtube.com. 30 сентября 2020.
15. ↑  Teenage Bounty Hunters': Anjelica Bette Fellini On The Finale Twin Twist. germany.timesofnews.com. 19 августа 2020. Архивировано 13 ноября 2023. Дата обращения: 15 октября 2023."Teenage Bounty Hunters': Anjelica Bette Fellini On The Finale Twin Twist" Архивная копия от 13 ноября 2023 на Wayback Machine. germany.timesofnews.com. August 19, 2020.
16. ↑  The Jews of 'The French Dispatch,' Ranked. heyalma.com. 22 октября 2021. Архивировано 12 ноября 2023. Дата обращения: 15 октября 2023."The Jews of 'The French Dispatch,' Ranked" Архивная копия от 12 ноября 2023 на Wayback Machine. heyalma.com. October 22, 2021.
17. ↑  New additions to Season 2 of The Gifted include Michael Luwoye and Anjelica Bette Fellini. film-book.com. 20 февраля 2019. Архивировано 11 ноября 2023. Дата обращения: 15 октября 2023."New additions to Season 2 of The Gifted include Michael Luwoye and Anjelica Bette Fellini" Архивная копия от 11 ноября 2023 на Wayback Machine. film-book.com. February 20, 2019.
18. ↑  Anjelica Bette Fellini. film-book.com. 20 февраля 2019. Архивировано 11 ноября 2023. Дата обращения: 15 октября 2023."Anjelica Bette Fellini" Архивная копия от 11 ноября 2023 на Wayback Machine. film-book.com. February 20, 2019.

## Внешние ссылки
- LX Interview with Anjelica Bette Fellini